# プライムデリカ
プライムデリカ株式会社（英: Prime Delica Co., Ltd.）は、神奈川県相模原市に本社を置く日本の食品製造会社。セブン-イレブンのデイリーメーカーのひとつで、セブン-イレブン専売品の製造および商品開発を行う。プリマハム系列。

## 概要
1986年10月1日、神奈川県厚木市でセブン-イレブン向け惣菜製造会社として設立し、同年11月3日より本社工場を操業開始した。プリマハムで培ったノウハウを活かし、コンビニエンスストアへ納品する惣菜、サラダ、軽食、調理パン、デザートなどを製造している。
セブン-イレブンが商品の開発と安定供給を目的として、自社店舗で販売する食品を製造する食品メーカーを束ねるため組織した日本デリカフーズ協同組合に加盟する。同組合にはナショナルブランド商品を製造する大手メーカーから、地場の零細食品メーカーまで約70社が加盟するが、大半はセブン-イレブンのプライベートブランド「セブンプレミアム」などオリジナル商品を製造する専業メーカーで、プライムデリカもそのひとつである。
1996年3月、本社工場を厚木工場へ改称。2001年4月、本社を厚木市から相模原市の麻溝台工業団地へ移転し、本社新社屋に併設した相模原工場を操業開始した。
2017年2月、旧本社のあった厚木工場を閉鎖。同年3月7日、相模原第二工場を操業開始。新工場は南区当麻の相模川沿いに建設された。これに伴い、本社併設の相模原工場を「相模原第一工場」へ改称する。
翌2018年11月、相模原第二工場に大規模な都市型植物工場「相模原ベジタブルプラント」(Sagamihara Vegetable Plant, SVP) を併設して操業開始。種まきから収穫までをほぼ自動化した野菜工場で、セブン-イレブンの商品に使用する葉物野菜を栽培。収穫された野菜は外に出ることなく、直結する食品工場で加工して製品化して出荷するという一貫したシステムを構築している。
社名は、英語で「一級の、最高の」を意味する「prime」と惣菜を意味する「delicatessen」を合わせた造語。なお、プリマハムの「prima」も同じ意味のイタリア語である（ともにラテン語で「最初の、第一の」を意味する「prima」を語源とする）。
関連会社として静岡県富士市に本社を置くプライムベーカリーがあり、同様にプリマハムが出資し、セブン-イレブンの商品を製造しているが、プライムデリカと直接の資本関係はない。

## 事業拠点
1. 本社・相模原第一工場（神奈川県相模原市南区麻溝台）
2. 相模原第二工場（神奈川県相模原市南区当麻）2017年3月7日操業開始
3. 相模原ベジタブルプラント（神奈川県相模原市南区当麻）
4. 龍ケ崎工場（茨城県龍ケ崎市）
5. 豊田第一工場（愛知県豊田市）旧称：豊田工場
6. 豊田第二工場 (愛知県豊田市)
7. 枚方工場（大阪府枚方市）旧：グランマイスター株式会社
8. 宝塚工場（兵庫県宝塚市）
9. 宗像工場（福岡県福津市）
10. 佐賀工場（佐賀県佐賀市）旧：プライムマイスター株式会社
11. 宮崎工場（宮崎県宮崎市）旧：プライムマイスター株式会社
12. 新居浜工場（愛媛県新居浜市）
13. 熊本工場（熊本県菊池市）旧：熊本プリマ株式会社

### 過去の拠点
- 厚木工場（旧本社、2017年2月閉鎖）
- 福岡工場（旧：九州プライムデリカ株式会社）

## 主要取引先
- セブン-イレブン・ジャパン

### 主要仕入先
- プリマハム
- 日本デリカフーズ協同組合